# كارلوس سييرا
كارلوس سييرا (بالإسبانية: Carlos Sierra) هو منافس ألعاب قوى كولومبي، ولد في القرن العشرين.

## وصلات خارجية
- كارلوس سييرا على موقع اللجنة الأولمبية الدولية (الإنجليزية)
- كارلوس سييرا على موقع أوليمبيديا (الإنجليزية)